# (4550) Royclarke
(4550) Royclarke est un astéroïde de la ceinture principale.

## Description
(4550) Royclarke est un astéroïde de la ceinture principale. Il fut découvert le 24 avril 1977 à l'observatoire Palomar par Schelte J. Bus. Il présente une orbite caractérisée par un demi-grand axe de 3,11 UA, une excentricité de 0,22 et une inclinaison de 0,2° par rapport à l'écliptique.

## Compléments